# Barimar
Barimar war ein britischer Hersteller von Automobilen.

## Unternehmensgeschichte
Das Unternehmen war ursprünglich in der Schweißtechnik tätig. 1913 begann die Produktion von Automobilen. Der Markenname lautete Barimar. Im gleichen Jahr endete die Produktion. Es entstanden nur wenige Exemplare.

## Fahrzeuge
Das einzige Modell war eine Voiturette, die ursprünglich in Frankreich entwickelt worden war. Ein Einzylindermotor mit 8 PS Leistung trieb das Fahrzeug an.